# 3Д рендеровање
3Д рендеровање је 3Д компјутерски графички процес претварања 3Д модела у 2Д слике на рачунару. 3Д рендери могу укључивати фотореалистичне ефекте или нефотореалистичне стилове .

## Методе рендеровања
Рендеровање је завршни процес креирања стварне 2Д слике или анимације из припремљене сцене. Ово се може упоредити са фотографисањем или снимањем сцене након што се подешавање заврши у стварном животу.  Развијено је неколико различитих и често специјализованих метода приказивања. Они се крећу од изразито нереалног приказивања жичаног оквира до рендеровања заснованог на полигонима, до напреднијих техника попут: scanline rendering, ray tracing, или radiosity . Рендеровање може трајати од делића секунде до дана за једну слику/оквир. Генерално, различите методе су погодније или за фотореалистично приказивање или за рендеровање у реалном времену. 

## Реалном времену
Рендеровање за интерактивне медије, као што су игре и симулације, се израчунава и приказује у реалном времену, брзином од приближно 20 до 120 кадрова у секунди. У рендеровању у реалном времену, циљ је да се прикаже што је могуће више информација које око може да обради у делићу секунде (такођер „у једном кадру“: у случају анимације од 30 кадрова у секунди, оквир обухвата једну 30-ту секунду).
Примарни циљ је постизање што већег степена фотореализма уз прихватљиву минималну брзину рендеровања (обично 24 кадра у секунди, јер је то минимум који људско око треба да види да би успешно створило илузију кретања). У ствари, експлоатације се могу применити на начин на који око „перципира“ свет, и као резултат тога, коначна приказана слика није нужно слика стварног света, већ довољно блиска да људско око толерише.
Софтвер за рендеровање може да симулира такве визуелне ефекте као што су одблесци сочива, дубина поља или замућење покрета . Ово су покушаји да се симулирају визуелни феномени који проистичу из оптичких карактеристика камера и људског ока. Ови ефекти могу дати елемент реализма сцени, чак и ако је ефекат само симулирани артефакт камере. Ово је основни метод који се користи у играма, интерактивним световима и VRML-у .
Брзо повећање снаге рачунарске обраде омогућило је прогресивно већи степен реализма чак и за рендеровање у реалном времену, укључујући технике као што је HDR рендеровање . Рендеровање у реалном времену је често полигонално и потпомогнуто GPU-ом рачунара. 

## Није у стварном времену
Анимацијама за неинтерактивне медије, као што су играни филмови и видео, може бити потребно много више времена за приказивање.  Рендеровање које није у реалном времену омогућава искориштавање ограничене процесорске снаге како би се добио виши квалитет слике. Време рендеровања појединачних кадрова може да варира од неколико секунди до неколико дана за сложене сцене. Рендеровани кадрови се чувају на чврстом диску, а затим се преносе на друге медије као што су филм или оптички диск. Ови кадрови се затим приказују узастопно при високим брзинама кадрова, обично 24, 25 или 30 кадрова у секунди (fps), да би се постигла илузија кретања.
Када је циљ фото-реализам, користе се технике као што су Када је циљ фото-реализам, користе се технике као што су праћење зрака, праћење путање, мапирање фотона или радиозност. Ово је основни метод који се користи у дигиталним медијима и уметничким делима. Технике су развијене у сврху симулације других ефеката који се јављају у природи, као што је интеракција светлости са различитим облицима материје. Примери таквих техника укључују системе честица (који могу да симулирају кишу, дим или ватру), волуметријско узорковање (да симулирају маглу, прашину и друге просторне атмосферске ефекте), каустику (да симулирају фокусирање светлости неравним површинама које преламају светлост, као што је светлосни таласи који се виде на дну базена) и подземно расејање (да би се симулирала светлост која се рефлектује унутар запремина чврстих предмета, као што је људска кожа ).
Процес приказивања је рачунски скуп, с обзиром на сложену разноликост физичких процеса који се симулирају. Снага компјутерске обраде је нагло расла током година, омогућавајући прогресивно већи степен реалистичног приказивања. Филмски студији који производе компјутерски генерисане анимације обично користе фарму за рендеровање да би благовремено генерисали слике. Међутим, опадајући трошкови хардвера значе да је потпуно могуће креирати мале количине 3Д анимације на кућном рачунарском систему с обзиром на трошкове при коришћењу фарми за рендеровање.  Резултат рендерера се често користи као само један мали део завршене филмске сцене. Многи слојеви материјала могу бити приказани одвојено и интегрисани у финални снимак помоћу софтвера за композитирање.

## Модели рефлексије и сенчења
За описивање изгледа површине користе се модели рефлексије/расејања и сенчења. Иако ова питања могу изгледати као проблеми сама по себи, проучавају се готово искључиво у контексту рендеровања. Модерна 3Д компјутерска графика се у великој мери ослања на поједностављени модел рефлексије који се зове Фонгов илуминациони модел (не треба је мешати са сенчењем Фонг ). У преламању светлости, важан концепт је индекс преламања; у већини имплементација 3Д програмирања, термин за ову вредност је „индекс преламања“ (обично скраћен на IOR).
Сенчење се може поделити на две различите технике, које се често проучавају независно:
- Површинско сенчење - Како светло простире се на површини (углавном се користи у scanline rendering у реалном времену 3Д рендеринг у видео играма)
- Рефлексија / расејање – како светлост ступа у интеракцију са површином у датој тачки (углавном се користи у рендерима са трагом зрака за фотореалистично и уметничко 3Д приказивање у CGI 3Д сликама и CGI неинтерактивним 3Д анимацијама)

### Алгоритми за сенчење површине
Популарни алгоритми сенчења површине у 3Д рачунарској графици укључују:
- Равно сенчење: техника која сенчи сваки полигон објекта на основу „нормалног“ полигона и положаја и интензитета извора светлости
- Гоурауд сенчење: изумео Х. Гоурауд 1971; брза техника сенчења темена која се ослања на ресурсе и која се користи за симулацију глатко осенчених површина
- Фонг сенчење: изумео Буи Туонг Фонг; користи се за симулацију спектакуларних нагласака и глатких осенчених површина

### Рефлексија
Рефлексија или расејање је однос између долазног и излазног осветљења у датој тачки. Описи расејања се обично дају у терминима двосмерне функције расподеле расејања или БСДФ. 

### Сенчење
Сенчење  се односи на то како су различите врсте расејања распоређене по површини (тј. која функција расејања се где примењује). Описи ове врсте се обично изражавају помоћу програма који се зове shader.  Једноставан пример сенчења је мапирање текстуре, које користи слику да одреди дифузну боју у свакој тачки на површини, дајући јој очигледније детаље.
Неке технике сенчења укључују:
- Мапирање неравнина: изумео Џим Блин, техника нормалних пертурбација која се користи за симулацију набораних површина. [8]
- Сенчење ћелија: техника која се користи за имитирање изгледа ручно нацртане анимације.

### Транспорт
Транспорт описује како осветљење у сцени прелази са једног места на друго. Видљивост је главна компонента лаког транспорта.

### Пројекција
Осенчени тродимензионални објекти морају бити спљоштени тако да уређај за приказ – односно монитор – може да их прикаже у само две димензије, овај процес се назива 3Д пројекција . Ово се ради помоћу пројекције и, за већину примена, пројекције у перспективи. Основна идеја која стоји иза перспективне пројекције је да се објекти који су удаљенији умањују у односу на оне који су ближе оку. Програми производе перспективу множењем константе дилатације подигнуте на степен минуса удаљености од посматрача. Константа дилатације од један значи да нема перспективе. Високе константе дилатације могу изазвати ефекат "рибљег ока" у коме почиње да се јавља изобличење слике. Ортографска пројекција се користи углавном у CAD или CAM апликацијама где научно моделирање захтева прецизна мерења и очување треће димензије.

## Машине за рендеровање
Машине за рендеровање могу се спојити или интегрисати са софтвером за 3Д моделирање, али постоји и самостални софтвер. Неки мотори за рендеровање су компатибилни са више 3Д софтвера, док су неки ексклузивни за један.